# Condatis
Dans la mythologie celtique, Condatis était un dieu adoré principalement dans le nord de la Grande-Bretagne mais aussi en Gaule. Il a été associé à la confluence des cours d'eau, en particulier la Tyne et la Tees. À l'époque romaine, il était assimilé à Mars, sans doute dans sa fonction de guérison.
Condate était aussi le nom celtique de plusieurs villes situées sur une confluence.